# お嬢様はHがお好き
『お嬢様はHがお好き』（おじょうさまはエッチがおすき）は、ぼっしぃによる日本の成人向け漫画作品。および、それを原作とするアダルトアニメ。

## お嬢様はHがお好き

### ストーリー
財閥の令嬢である麗蘭は、父親と行く予定だったカリブ海の旅行をキャンセルし、使用人である祐介とお互いの身体を貪り合う。一方、妹の環は幼馴染の達也と一緒に地元の夏祭りに参加し、花火を見るために人気のない裏山に入っていった。

### 登場人物
アダルトアニメ版の声優は未公開。
達也（たつや）
本編の主人公。中肉中背のごく普通の少年。思いやりのある優しい性格だが、強気になれず少し流されやすい部分もある。
環（たまき）
本編のヒロイン。達也の幼馴染で、黒髪のお嬢様結びと巨乳が特徴の美少女。性格はツンデレ。
麗蘭（れいらん）
本編のもう1人のヒロイン。環の姉。ブロンドヘアが特徴の美少女。妹以上にグラマラス。祐介とは以前から肉体関係にあった。
祐介（ゆうすけ）
麗蘭の幼馴染で、専属の使用人でもある。従順な性格で、麗蘭の思うがままに行動する。
マリ & エリ
環の専属の使用人である双子の姉妹。

## 水着症候群
ストーリー
バイク事故で大けがを負った宮原が病室のベットで目を覚ますと、そこにはなんと水着の上に白衣を羽織った女医とナースが佇んでいた。
登場人物
宮原（みやはら）
本編の主人公。バイクでツーリング中に大けがを負った患者。
先生（せんせい）
本編のヒロイン。泣きボクロとグラマラスボディが魅惑的な美女。
双子の姉妹
先生の助手。片方がボブカットで、もう片方がツインテール。

## これが私の旦那さま

### ストーリー
政略結婚でふた回りも年上である浩介と結婚したみさおは、毎日のように彼に肉体を求められている。

### 登場人物
大家浩介（おおや こうすけ）
本編の主人公。口髭を蓄えた壮年男性。
大家みさお（おおや みさお）
本編のヒロイン。浩介の年の離れた若妻。三つ編みが特徴。
三ノ宮さつき（さんのみや さつき）
本編のもう1人のヒロイン。大家邸に住み込みで働くメイド。ショートボブが特徴。

## アンビリ・ガール
ストーリー
最近、運動不足でスポーツジムに通い始めた進は、同じくトレーニング中のさくらという女子に出会う。
登場人物
進藤進（しんどう すすむ）
本編の主人公。
さくら
本編のヒロイン。ポニーテールが特徴。勝気な性格。

## 恋病ハ気カラ
ストーリー
会社帰りのサラリーマン・稲葉一樹は、会社の同僚であるなつみに誘われ、繁華街にあるラブホテルへ足を運んでいた。
登場人物
稲葉一樹（いなば かずき）
本編の主人公。うだつの上がらない若手社員。明るくめげない性格。望曰く「顔は悪くない」らしく、女子社員からの評判も高い。
上代望（かみしろ のぞみ）
本編のヒロイン。一樹の上司で、チーフを務めるバリバリのキャリアウーマン。
ひっつめ髪のお堅い美人。スーツの上から想像もできない隠れ巨乳の持ち主。男女交際の経験がなく、未だに処女であることが悩み。
なつみ
本編のキーパーソン。なつみの後輩。童顔に茶髪のボブカットが特徴。

## ひかるの橋
ストーリー
ひかるは豪雨の中、幼馴染で想いを寄せるヒデをひたすら待っていた。
登場人物
ひかる
本編のヒロイン。ボーイッシュな美少女。
ヒデ
ひかるの幼馴染。

## 抜忍
ストーリー
忍の里で最強と言われたくノ一がいた。しかし、ある任務を境に忽然と姿を消してしまう。それから早三月半…無断で里を抜け出すくノ一がいた。
登場人物
凛（りん）
本編のヒロイン。
右介、左介（うすけ、さすけ）
凛の家来。

## 書誌情報
- 『お嬢様はHがお好き』初回限定版 （ワニマガジン社、2008年12月24日発売） ISBN 978-4-86269-077-7
  - BOX入り仕様で32ページの付属小冊子（本編コミックの水着バージョンアップ特別漫画）付き。
  - 短編漫画『恋病ハ気カラ〜巨乳OL純情物語』も収録。
- 『お嬢様はHがお好き』 （ワニマガジン社、2009年3月31日発売） ISBN 978-4-86269-078-4

## アダルトアニメ
『お嬢様はHがお好き 〜THE ANIMATION〜』のタイトルで、2010年4月から同年7月までピンクパイナップルより全2巻が発売された。
- 『お嬢様はHがお好き 〜THE ANIMATION〜 celebrity.1 浴衣も水着もお風呂も好き』（2010年4月23日発売）JDXA-56811

1. お嬢様はHがお好き
2. 花火のよるに
3. お嬢様はお風呂が好き

- 『お嬢様はHがお好き 〜THE ANIMATION〜 celebrity.2 女医もメイドも乱交もお好き☆』（2010年7月23日発売）JDXA-56812

1. 風邪も一緒にいっぱい出して
2. 女医もナースも水着がお好き
3. お嬢様は乱交がお好き

- 『お嬢様はHがお好き 〜THE ANIMATION〜 ゴールドディスク』（2015年1月30日発売）JDXA-57270

### スタッフ
- 原作 - ぼっしぃ （「お嬢様はHがお好き」ワニマガジン社刊）
- 協力 - ワニマガジン社刊
- プロデューサー - 織賀進
- 脚本 - 佐和山進一郎
- 監督・絵コンテ - 辰美
- 演出 - 七篠九郎
- キャラクターデザイン - 亜木茜
- 作画監督 - 呀龍
- 原画 - 鈴木貴人、ANIFACTORY
- 動画 - ANIFACTORY
- 色彩設定・色指定 - 御田芥子
- 編集 - 新海コウキ
- 美術監督 - 片平真司
- 音響監督 - 神戸港-RX
- 音楽 - Ichinosuke
- アニメーション制作 - ティーレックス
- 製作 - ピンクパイナップル

### 主題歌
エンディングテーマ「お嬢様は紅茶がお好き」
作詞 - 島村秀行 / 作曲・編曲 - bermei.inazawa / 歌 - 片霧烈火